# Центр расследования и предотвращения авиационных происшествий (Бразилия)

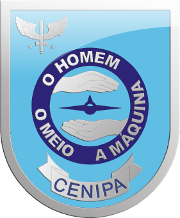
Эмблема CENIPA

Центр расследования и предотвращения авиационных происшествий
  
(порт. Centro de Investigação e Prevenção de Acidentes Aeronáuticos,  
CENIPA) — подразделение ВВС Бразилии,  
занимающееся расследованием авиационных происшествий и инцидентов  в Бразилии. Штаб-квартира находится в Бразилии. Несмотря на принадлежность к военному ведомству, центр занимается расследованием авиационных происшествий не только с государственными (военными) воздушными судами, но и также с гражданскими воздушными судами.